# Glossonema
Glossonema es un género de plantas fanerógamas de la familia Apocynaceae. Contiene siete especies. Es originario de África y Asia.

## Distribución y hábitat
Se encuentra en Arabia, Somalia, Etiopía, Kenia, Omán y Pakistán en zonas áridas y en llanuras abiertas.

## Descripción
Es una planta herbácea anual que alcanza los 20-40 cm de alto, con el látex de color blanco (Collenette 1985, p. 66).  Raíces fibrosas ligeramente leñosas.  Láminas foliares herbáceas o carnosas de 1-7 cm de largo y 1.5 cm de ancho, ampliamente ovadas, basalmente obtusas a cordadas, el ápice obtuso o agudo o mucronado, ligeramente onduladas o indiferenciadas.
Las inflorescencias son extra-axilares, solitarias con 2-5 flores, simples, sésiles; los pedicelos casi obsoletos. Tiene un número de cromosomas de: 2n= 22 [G. boveanum (Decne.) Decne.]

## Taxonomía
El género fue descrito por Joseph Decaisne y publicado en Annales des Sciences Naturelles; Botanique, sér. 2, 9: 335, pl. 12D. 1838.

## Especies
| - Glossonema affine - Glossonema arabicum - Glossonema boveanum - Glossonema echinatum - Glossonema edule - Glossonema elliotii - Glossonema erlangeri - Glossonema gautieri - Glossonema haussknechtii | - Glossonema hispidum - Glossonema lineare - Glossonema macrosepala - Glossonema nubicum - Glossonema revoili - Glossonema rivaei - Glossonema thruppii - Glossonema torricellense - Glossonema varians |